# Zákazník
Zákazník (někdy nazývaný též klient nebo kupující) je příjemce statků, služeb, produktů nebo nápadů, které získává od prodejce, obchodníka nebo dodavatele za peněžní nebo jinou hodnotovou úplatu. Zákazník může, ale nemusí být současně spotřebitelem, protože tyto dva pojmy jsou odlišné, ačkoliv bývají často zaměňovány. Zatímco zákazník si zboží kupuje, spotřebitel jej užívá.
Za ideálního zákazníka můžeme považovat někoho, koho podnikatel lehce nebo s přiměřeným úsilím přesvědčí, že chce nebo potřebuje to, co prodává, a že by to měl koupit právě u něj. Podnikatel se zaměří na cílovou skupinu, což je soubor všech ideálních zákazníků, které je možné nějakým způsobem oslovit. O cílové skupině je důležité přemýšlet již před zahájením samotného podnikání.

## Rozdělení zákazníků
- Zákazníci – Největší kupní potenciál. Zákazníci jsou subjekty trhu, kteří v minulosti zareagovali na marketingové aktivity společnosti a produkt si koupili.

- Potenciální zákazníci – Střední kupní potenciál. Tato skupina se skládá z těch, kteří projevili o daný produkt zájem, například prostřednictvím direkt response (= reklamní sdělení zaměřené na přímou (okamžitou) odezvu). Dále sem patří lidé, o kterých můžeme na základě dostupných informací předpokládat, že se stanou zákazníky společnosti.

- Eventuální zákazníci - Malý kupní potenciál. Do této skupiny patří skupina, o které je těžké předpokládat, že projeví zájem o daný produkt.[7]

### Další členění podle skupin
- Nejziskovější zákazníci – zaslouží největší momentální pozornost.

- Nejrychleji rostoucí zákazníci – věnována největší pozornost z dlouhodobého hlediska.

- Nejzranitelnější zákazníci – vyžaduje včasný zásah, aby nedošlo k jejich ztrátě.

- Nejproblematičtější zákazníci – není nutné si takové zákazníky udržet, klienti nepřináší téměř žádný zisk, nebo jsou s nimi problémy.[6]

Zákazníci jsou pro společnost klíčovým pojmem a je možné je členit do dvou základních skupin:
- Koneční spotřebitelé (jednotlivci, domácnosti, veřejné a státní organizace),

- Výrobní a jiné společnosti.

Vztahy mezi určitou společností a zákazníkem v podobě jednotlivce a domácností jsou pojmenovány B2C (business-to-customer) a vztahy se společnostmi jsou nazývány B2B (business-to-business). Zákazníci a jejich silné vztahy se společností se stávají základem strategie holistického marketingu. Propojení se zákazníky znamená být s nimi v kontaktu a tvořit s nimi vztahy, které se dále rozvíjí.
V dnešní době je brán velký zřetel na zákazníka, protože žijeme v tzv. „zákaznické ekonomice,“ což je svět, kde je právě zákazník pánem. Tato skutečnost je především důsledkem nadměrné výrobní kapacity (máme dostatek zboží, ale nedostatek zákazníků). Společnosti by se měly naučit, jak přejít od zaměření na výrobu produktů k zaměření na získání zákazníků.
Zákazníci jsou chápání jako finanční aktiva, která je nutná řídit a maximalizovat stejně jako kterákoli jiná aktiva, zákazníci mohou být vnímaní jako určité „zhodnocování aktiv.“ Představují nejcennější hodnotu ve společnosti, i když jejich hodnotu nikde ve výkazech nenajdeme. Výrobky ve společnosti přicházejí a odcházejí a i z toho důvodu by se měla společnost snažit udržet si svoje zákazníky déle než výrobky.
V některých případech společnosti více věnují svojí pozornost k získání nových zákazníků a nevěnují tolik času a péče těm dosavadním. Tímto přílišným zaměřením na získání nových zákazníků a zanedbáním těch současných přicházejí společnosti každoročně o několik desítek procent zákazníků. Pak musí opět vynakládat prostředky a úsilí k získání nových zákazníků. Podle odhadů je ekonomicky až pětkrát výhodnější udržet si stávajícího zákazníka než získat zákazníka nového. Společnosti, které dosahují vysoké míry spokojenosti zákazníků, by měly tento fakt zveřejňovat. Uspokojování zákazníků je velmi důležité a v dnešní době nestačí zákazníky pouze uspokojovat, ale společnost musí zajistit, aby zákazníka uspokojila více než konkurence.

## Spokojenost zákazníka
Spokojenost zákazníka je velmi důležitá. Spokojenost je pocit potěšení nebo v případě neuspokojení potřeby zklamání jedince a vychází ze srovnání skutečného výkonu s jeho očekáváním. Pokud je očekávání zákazníka větší než určitý výkon, je klient nespokojen. Na druhou stranu pokud výkon odpovídá jeho očekávání, je zákazník spokojen. Toto hodnocení výkonu z pohledu zákazníka záleží na mnoha faktorech a to především na věrnostním vztahu, který zákazník s určitou značkou má.
Přestože zákaznicky orientovaná společnost usiluje o zvyšování a dosažení větší spokojenosti zákazníků, nemělo by to být jejím prioritním cílem. Pokud by zvyšování spokojenosti zákazníků mělo vést ke snižování ceny nebo zvyšování rozsahu služeb zákazníkům, mohlo by to vést k nižší ziskovosti společnosti.
Pro společnosti, které jsou zákaznicky orientované, je spokojenost zákazníků jak cílem, tak marketingovým nástrojem. Společnosti se musí o své zákazníky a jejich spokojenost starat ještě více, neboť internet je nástrojem, kterým se dobré i špatné zkušenosti šíří velmi rychle a snadno. Mnoho zákazníků má dokonce i své vlastní webové stránky, prostřednictvím kterých mohou ventilovat svoje pocity.

## Loajalita zákazníků
Loajalita je hluboká oddanost zákazníka společnosti (vůči značce). Platí všeobecné pravidlo, že loajální zákazník nemusí být spokojený zákazník a naopak. Spokojenost je zejména momentální jev. Loajalita je naopak dlouhodobého charakteru a pojí se s doporučením, preferencí a věrností. Vysokou loajalitu obvykle provází emocionální vazba, tedy oddanost značce, image a produktu. Loajální zákazníci se společnosti dlouhodobě vyplácejí, protože doporučují společnost svému okolí a zajišťují tak společnosti dlouhodobé příjmy. Některé společnosti mohou loajalitu svých zákazníků získat pomocí věrnostních programů. Loajální zákazníci by měli obdržet odměnu.
Loajální zákazníci nakupují u společnosti častěji a kupují více produktů nebo služeb. Jejich touha po změně dodavatele je nízká, většinou jsou takoví zákazníci méně citliví na ceny a mají lepší platební morálku. Pomáhají společnosti se zlepšovat a poskytují zaměstnancům společnosti dobrý pocit z práce.
Loajální zákazník pomáhá společnosti k úsporám nákladů na reklamu, protože sám společnost doporučuje ostatním. Nadšení a loajální zákazníci propagují značku, ke které jsou loajální, dobrovolně, rádi a zdarma.